# Чарушины
 Чарушины — деревня в Кировской области. Входит в состав муниципального образования «Город Киров»

## География
Расположена на расстоянии примерно 14 км по прямой на запад-северо-запад от железнодорожного вокзала станции Киров.

## История
Известна с 1764 года как починок подле речку Чахловицу с 25 жителями, в 1802 7 дворов. В 1873 году здесь (деревня Подле речку Чахловицу или Чарушино) дворов 11 и жителей 122, в 1905 29 и 209, в 1926 (Чарушины при речке Чахловице) 41 и 219, в 1950 35 и 178, в 1989 7 жителей. Настоящее название утвердилось с 1939 года. Административно подчиняется Октябрьскому району города Киров.

## Население
Постоянное население составляло 9 человек (русские 100%) в 2002 году, 26 в 2010.